# Temple protestant de Cannes
Le temple protestant de Cannes est un lieu de culte situé 7 rue Notre-Dame à Cannes, dans les Alpes-Maritimes. La paroisse est membre de l'Église protestante unie de France.

## Histoire
Le temple est inauguré en décembre 1874. Un orgue est installé en 1902, remplacé en 1974 par un nouvel instrument construit par la facteur Pierre Saby. Il fonctionne par tirage mécanique par câbles à roulement à billes.
Le bâtiment est rénové de 2004 à 2006. En 2004 sont installés de nouveaux vitraux conçus par le maître-verrier Jacques-Antoine Ducatez. La grille en fer forgé reproduit le dessin d'une croix huguenote stylisée. Elle est inspirée d'un dessin de l'artiste protestante Annie Vallotton.

## Mémorial huguenot de l'île Sainte-Marguerite
De 1689 à 1725, après la révocation de l'édit de Nantes, cinq pasteurs sont incarcérés à vie dans le fort royal de Île Sainte-Marguerite, en face de Cannes. Ils refusent d'abjurer leur foi. En 1950, à l'initiative du pasteur Charles Monod est créé le Mémorial huguenot sous l'égide de la Société de l'histoire du protestantisme français. En 1985, il est intégré au musée de la Mer de Cannes,. L'association des amis du mémorial huguenot de l'Ile Sainte-Marguerite est présidée par le pasteur de Cannes.